# 北千葉導水路
北千葉導水路（きたちばどうすいろ）は、利根川と江戸川を結ぶ水路（流況調整河川）である。
千葉県印西市と我孫子市の境界付近において利根川と、千葉県松戸市において江戸川に接続する人工河川で、1974年（昭和49年）に着工し2000年（平成12年）に全体が完成した。全長28.5キロメートルで、そのうち22.2キロメートルは地下水路（2本の埋設管）である。最大導水量は約40m3/s。事業主体は国土交通省。

## 地理
水路は印西市木下（きおろし）と我孫子市布佐（ふさ）の境界付近（利根川と手賀川の合流点付近）を起点（第一機場）とし、手賀川・手賀沼沿岸に沿って西に延びる。手賀沼の西端の柏市戸張新田付近には第二機場があり、そこから一部の水は手賀沼の水質浄化のために手賀沼に流される。水路はさらに大堀川沿いに地下を遡り、大堀川注水施設から豊四季シールド(1.6 km)によって台地を超えて流山市に入る。ここまで地下の埋設管だった水路はここから地表に出て坂川として流れ、松戸市の坂川放水路（第三機場）から江戸川へと注ぐ。
第二機場を境に、東側（利根川側）を第一導水路, 西側（江戸川側）を第二導水路という。

### 座標
- 北千葉揚排水機場:北緯35度50分36秒 東経140度08分20秒 / 北緯35.843272度 東経140.138955度
- 北千葉第二機場:北緯35度51分53秒 東経139度59分40秒 / 北緯35.864706度 東経139.994442度
- 手賀沼東端（手賀あけぼの橋）:北緯35度51分02秒 東経140度03分56秒 / 北緯35.850667度 東経140.065531度
- 手賀沼西端（大堀川河口）:北緯35度52分06秒 東経139度59分33秒 / 北緯35.868249度 東経139.992543度
- 大堀川注水施設:北緯35度52分19秒 東経139度56分23秒 / 北緯35.872003度 東経139.939602度
- 坂川への流入地点:北緯35度51分25秒 東経139度55分59秒 / 北緯35.856918度 東経139.933168度
- 坂川河口（江戸川合流点）:北緯35度49分19秒 東経139度53分24秒 / 北緯35.822033度 東経139.890103度
- 周辺河川
  - 利根川河口:北緯35度44分29秒 東経140度50分58秒 / 北緯35.741463度 東経140.849348度
  - 江戸川河口:北緯35度40分15秒 東経139度57分01秒 / 北緯35.670721度 東経139.950379度
  - 関宿（利根川江戸川分岐点）:北緯36度06分15秒 東経139度47分13秒 / 北緯36.104112度 東経139.786839度
  - 利根運河現利根川口:北緯35度55分56秒 東経139度57分22秒 / 北緯35.932293度 東経139.956001度
  - 利根運河江戸川口:北緯35度54分30秒 東経139度52分45秒 / 北緯35.908243度 東経139.879070度

## 役割
北千葉導水路は、
1. 手賀川及び坂川の内水排除
2. 江戸川の都市用水の確保
3. 手賀沼等の水質浄化

の3つを目的としている。

### 内水排除
手賀沼周辺は宅地化が進んで不浸透面が広がった結果、降雨が地中に浸透せずに流出しやすくなり、洪水の危険性が高くなった。
第一機場(80m3/sの排水機能)は、手賀沼排水機場(42m3/sの排水機能)と連携して、手賀川下流域の内水を利根川に排水することで洪水を軽減する。北千葉導水路ビジターセンターの展示によると、平成8年9月洪水において、実際の浸水面積は33 haだったが、想定浸水面積は980 haだったとのこと。
第三機場は50m3/sの排水機能を持ち、坂川流域の内水を江戸川に排水することで洪水を軽減する。北千葉導水路ビジターセンターの展示によると、「平成3年9月洪水において、第三機場がなかった場合の想定浸水面積は、実際の約1.6倍となっています。」とのこと。

### 都市用水の確保
利根川河口堰と共同運用する事により、河口堰によって貯められた水の一部を北千葉導水路を通じて江戸川へ送水できる。すなわち、利根川下流部の水を埼玉県と東京都に送水することを可能にしている。北千葉導水路が完成するまでは、利根運河が「野田導水路」として暫定的に江戸川への送水を担っていた。

### 水質浄化
また、第二機場から一部の水を手賀沼へと放水すること、および、手賀沼上流の大堀川に大堀川注水施設から一部の水を注水することにより、水質が悪い手賀沼の水を押し流すか希釈させることができる。そのため、手賀沼の水質向上が期待されており、実際、手賀沼のCODは1980年代・1990年代は20 mg/L程度だったのが、2000年代以降は10 mg/L以下に改善されている。とはいうものの、手賀沼は依然、水質汚濁の激しい湖沼としては高水準にある。

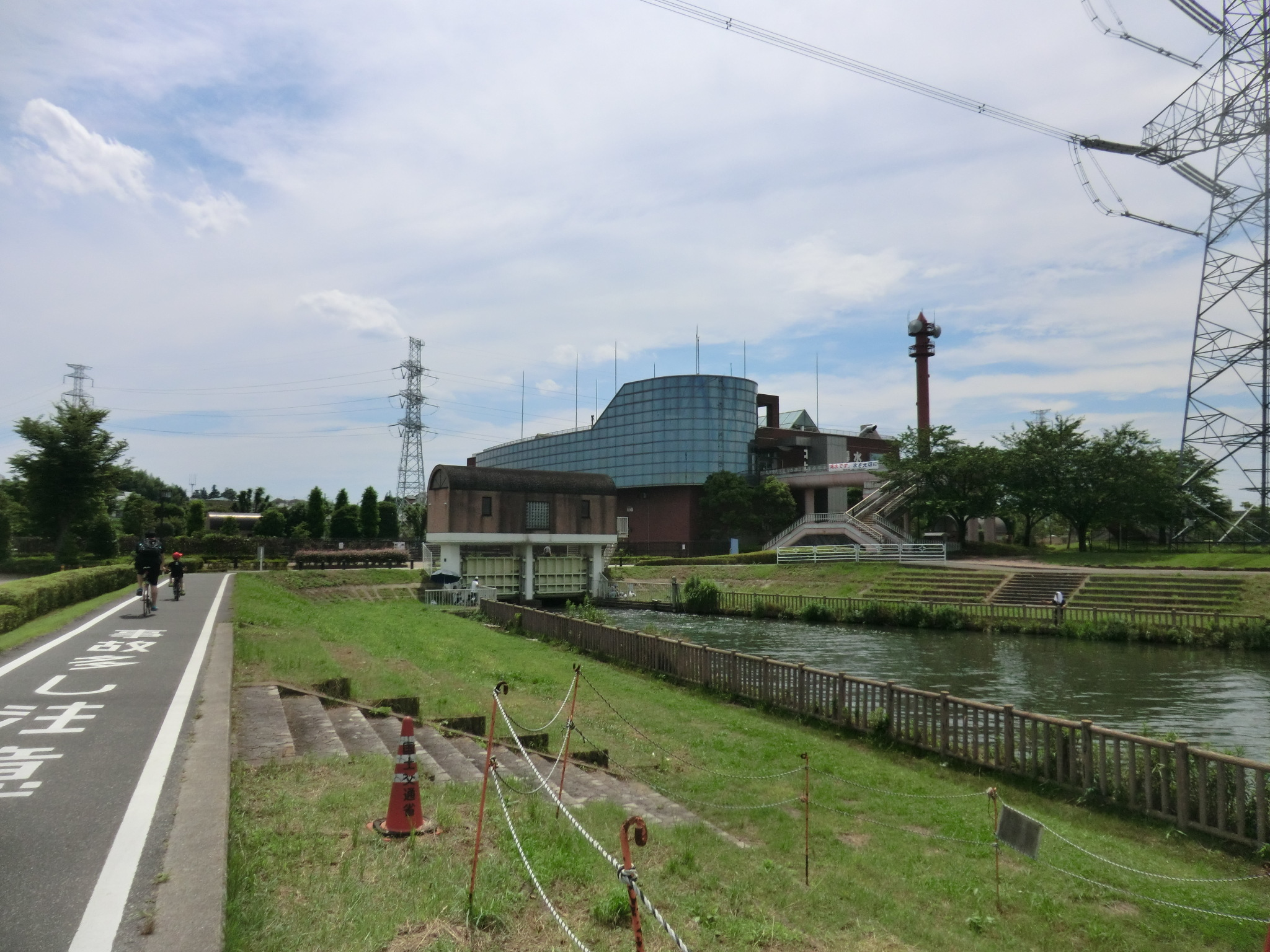
北千葉導水路ビジターセンターと北千葉第二機場

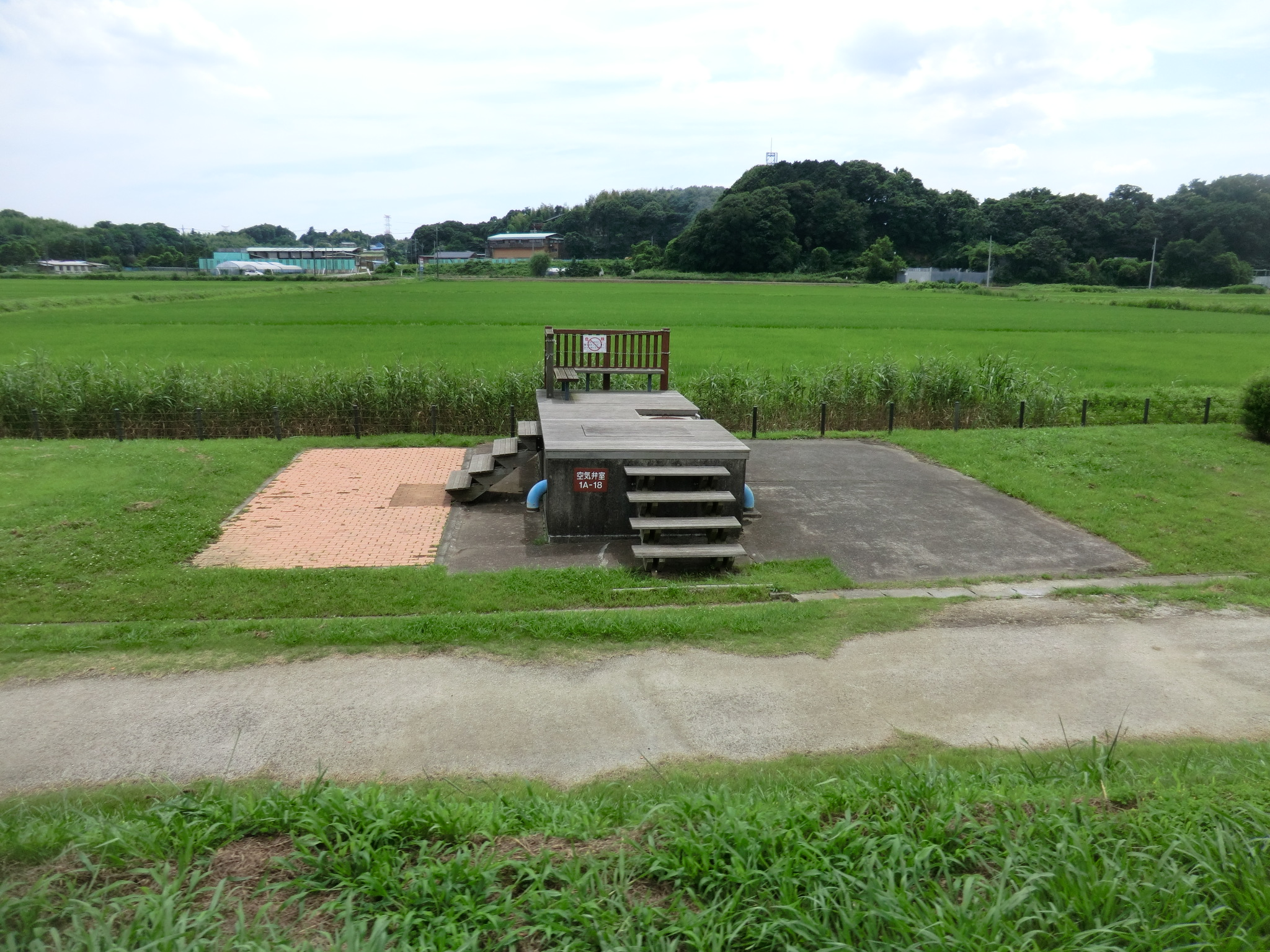
北千葉導水路埋設管の地表部。北千葉導水路はこの地下を２本の埋設管として通っている。手賀沼南岸。埋設管に沿って、遊歩道が整備されている。